# 幸運馬主
幸運馬主（英語：Lucky Owners），是一匹曾在香港出賽的已退役賽駒，練馬師是告東尼，爲2003/2004馬季最佳一哩馬和終身成就獎得主。「幸運馬主」所曾出賽的賽事全由高雅志策騎。競賽生涯中一勝國際一級賽。

## 簡介
幸運馬主擅長中長途，1400米至1600米皆宜，亦可扳至2000米。幸運馬主在服役期間出賽14次，共取得8冠4亞，取勝路程由1400米至2000米不等，曾勝出2003年香港一哩錦標和2004年香港打吡大賽，取得獎金2,771萬港元。2004年4月25日，幸運馬主競逐愛彼錶女皇盃，以第六名過終點，賽後被發現右前足不良於行，梁啟徽建議該駒退役配種。2004年5月16日，梁啟徽在沙田馬場宣布幸運馬主退役，運往澳洲轉作配種馬，該駒配種價值高達6,750萬港元。在2003/2004年度香港賽馬會冠軍人馬獎當中，該駒成為最佳一哩馬和冠軍人馬獎終身成就獎得主。
2009年2月，幸運馬主的子嗣The Heckler在紐西蘭贏得第一項黑體字比賽，贏得的賽事為卡拉奇百萬大賽，其後更贏得一級賽Manawatu種馬錦標。另外，同父馬酷男來港前亦曾在2014年勝出考菲爾德秋季錦標，來港後則於2015年勝出香港經典盃。
2014年9月28日，幸運馬主在澳洲接受絞腸痧手術後出現內出血，經獸醫及醫護人員搶救後無效死亡，終年15歲。

## 曾勝出賽事

### 2002/2003馬季
- 干諾讓賽 (第四班1400米)
- 河背讓賽 (第三班1400米)
- 樂富讓賽 (第二班1600米)

### 2003/2004馬季
- 福島讓賽 (第一班1600米)
- 時裝讓賽 (第一班1600米)
- 香港一哩錦標預賽  (香港二級賽1600米)
- 香港一哩錦標 (國際一級賽1600米)
- 香港打吡大賽 (香港一級賽2000米)